# Bătălia de la Saalfeld
Bătălia de la Saalfeld (10 octombrie 1806) a fost a doua bătălie din Războiul celei de-a Patra Coaliții.